# Ráztoky (dopływ Wagu)
Ráztoky – potok w powiecie Martin w środkowej Słowacji. Ma długość 7,1 km i jest lewostronnym dopływem rzeki Wag. 
Wypływa w Wielkiej Fatrze na wysokości około 1130 m w dolince wcinającej się między zachodnie stoki szczytu Chládkové (1240 m) i północne stoki północnego wierzchołka Kľaka (ok. 1270 m). Spływa krętym korytem Veľkiej doliny, następnie opuszcza Wielką Fatrę i wypływa na Kotlinę Turczańską. Przepływa przez miejscowość Nolčovo i tu na wysokości 407 m uchodzi do Wagu.
Ma tylko jeden dopływ – prawoboczny potok Kutinská.

## Przypisy

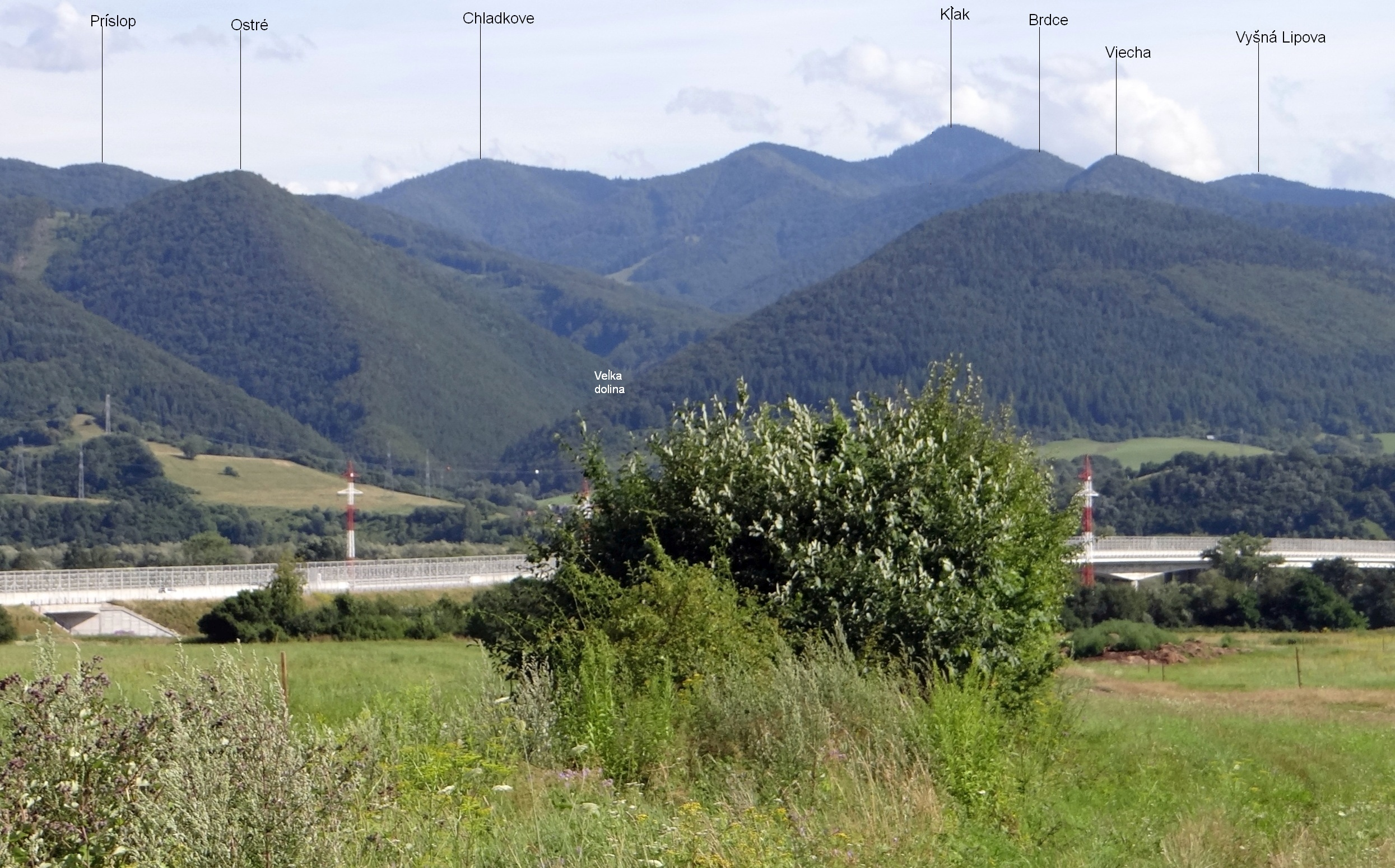
Veľka dolina, którą płynie potok Ráztoky